# Mykola Morozyuk
Mykola Morozyuk, né le 17 janvier 1988 à Tchervonohrad, est un footballeur international ukrainien évoluant au poste d'arrière droit ou de milieu de terrain au Çaykur Rizespor.

## Palmarès
- - Vainqueur du Championnat d'Ukraine en 2009 et 2016 avec le Dynamo Kiev.
  - Vainqueur du Championnat d'Europe des moins de 19 ans 2009 avec l'Ukraine.